# Epilobium argillaceum
Epilobium argillaceum là một loài thực vật có hoa trong họ Anh thảo chiều. Loài này được Kitch. mô tả khoa học đầu tiên năm 2003.